# Freiamt Affoltern
Freiamt Affoltern bezeichnet ein historisches Gebiet, das heute zum Bezirk Affoltern im Kanton Zürich in der Schweiz gehört.

## Begriff

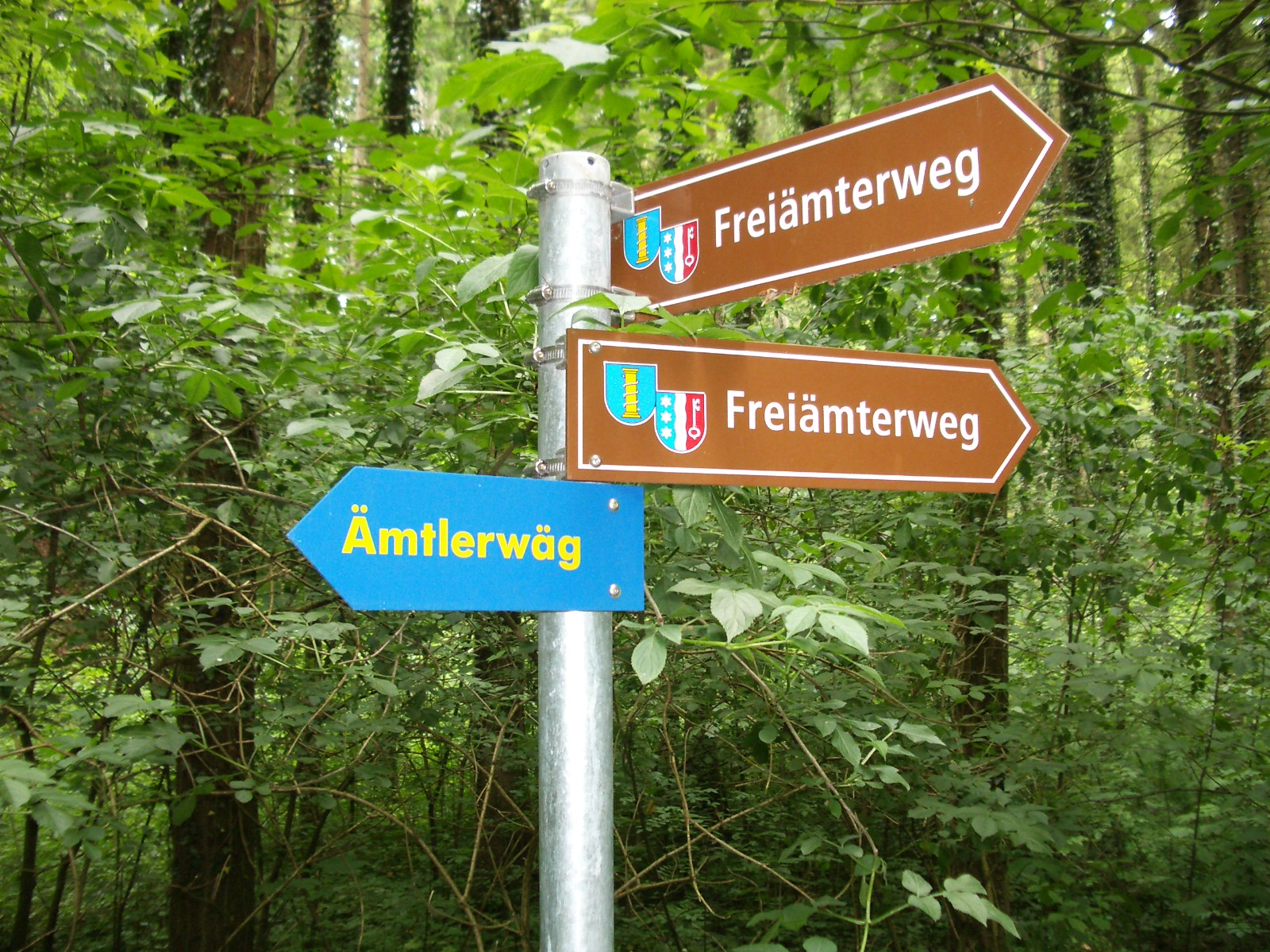
Wegweiser der beiden Freiämterwege; der Ämtlerweg ist im Zürcher Freiamt

Der Begriff Freiamt, der heute durchwegs auf die Region Freiamt im Kanton Aargau bezogen wird, bezeichnete im mittelalterlichen Lehenswesen kein Territorium, sondern einen Personenverband. Das Freiamt Affoltern umfasste im 14. Jahrhundert ungefähr 300 freie Bauern, die innerhalb der habsburgischen Vogteien besondere Freiheitsrechte besassen und einem eigenen Gericht unterstanden. In diesem Sinn wurde der Begriff für verschiedene, voneinander unabhängige Ämter verwendet, was sich auch darin widerspiegelt, dass das aargauische Freiamt früher mit der Mehrzahl Freie Ämter bezeichnet wurde.

## Geschichte
Laut einem Urbar der Habsburger lagen die Gerichtsstätten des Freiamts im 13. und im 14. Jahrhundert in Rifferswil, Affoltern am Albis und Berikon. Neben diesen drei Dörfern gehörten auch Bauern aus Aesch, Aeugst am Albis, Bonstetten, Dachelsen, Hedingen, Lunnern, Mettmenstetten, Rossau und Zwillikon zum Freiamt, ebenso wie Bauern aus den abgegangenen Siedlungen Ernbrechtikon, Gangolzwil und Zweiern. Dazu kamen die Hochgerichte über Steinhausen und das Kelleramt.
Aufgrund der Unterstützung des beim Konstanzer Konzil abgesetzten Johannes XXIII. durch die Habsburger, forderte König Sigismund die Eidgenossen auf, den habsburgischen Aargau zu erobern. So besetzte die Stadt Zürich das Freiamt Affoltern und annektierte es. Zunächst wurde es von der Vogtei Maschwanden aus verwaltet. 1512 wurde das Freiamt Teil der neuen Landvogtei Knonau.